# 薛玉衡
薛玉衡（1571年—1631年），初名三台，字星衡，號六符，浙江寧波府定海縣（今属浙江省宁波市镇海区）人，明朝末年政治人物。

## 生平
寄籍宁波府定海县（今镇海）。治诗经。于明万历二十八年庚子科浙江鄉試舉人，四十七年（1619年），登己未科进士。都察院觀政，天启元年起，历任工部主事、员外郎、郎中。天啓六年（1626年）升任归德（今属河南）知府。明末农民起义纷繁，曾镇压齐鲁白莲教起义。崇祯二年（1628年）因病辞官归里。

## 家族
祖籍鄞县，浮石薛氏宋薛朋龟之后，曾祖薛伸，祖薛一本，布政司经历；父薛二龍。母樂氏。具庆下。兄三傑、三才（丙戌進士、湖廣按察使）、三省（同科舉人）、三凤（庠生）、三遷。弟三錫、三英、三聘、三餘、三阳、三豹。娶胡氏。子士璠。与明兄弟尚书薛三才、薛三省同族同辈兄弟（均为“三”字辈）。

## 遗迹
- 《泉源志》记载有薛玉衡新开泉名二十七处，今有仍尚存者。
- 明太守薛玉衡墓，清康熙时位于镇海县城外二十里[7]。
- 致仕后曾在镇海老城西北角建有“鸥槃园”[8]。